# August Lax Verlagsbuchhandlung
Die August Lax Verlagsbuchhandlung (auch August Lax Verlag) war ein in Hildesheim ansässiger deutscher Verlag.

## Geschichte
Im Jahr 1832 gründete (Franz) August Lax (1800–1870) in Hildesheim eine Steindruckerei und Kunsthandlung. 1849 kam dazu eine Buchdruckerei, in der ab dem 1. April 1849 das Amtsblatt für den Landdrostei-Bezirk Hildesheim verlegt wurde; daher gilt dieses Jahr als Gründungsjahr des Verlages. Es folgte 1852 eine Buchhandlung und der Aufbau eines Buchverlages. 
Der Verlag wurde in der Familie fortgeführt durch August (Bodo) Lax (1841–1914), seit 1914 durch (Franz Arnold) August Lax (1878–1972) und seit 1943 durch August Lax (1905–1976).
Bei einem Luftangriff auf Hildesheim am 22. März 1945 wurden die Altstadt von Hildesheim und die dort befindliche Buchhandlung, Verlag und Druckerei zerstört, nach dem Krieg jedoch wieder aufgebaut. 1993 wurde die Druckerei verkauft. Seit dem 25. Januar 1994 firmierte der Verlag als Dorothea Lax Verlag GmbH & Co. KG. Der Verlag wurde 2019 liquidiert.

## Programm
Hauptgebiete des Verlages waren die Geschichte, Urgeschichte, Landesgeschichte und Heimatkunde von Niedersachsen.